# 柳澤吉保
柳澤吉保（日语：／ Yanagisawa Yoshiyasu，1659年1月10日—1714年12月8日），是日本江戶時代前中期的幕府側用人、譜代大名。柳泽吉保深受幕府第五代將軍德川綱吉信赖，是为纲吉政权中后期的核心人物。
其人性格谨直诚实，处事公正严明，且文武双全，精通和汉古典，富有教养学识。因其出身低微却获高位、掌实权，世袭门阀武士阶层多有嫉羡不满，加之坊间流行的逸话传闻及戏本演义，过往其历史形象多与贪污腐败、谄媚阿谀、鱼肉百姓相关。
20世纪末以来伴随优质史料的解读分析，柳泽吉保的真实面貌逐渐明晰。

## 生平

### 馆林时代
| ※吉保一生数次更名，因“吉保”一名最为人所知，以下皆用此相称。 |

萬治元年（1658年）十二月十八日，吉保作為上野国館林藩士柳澤安忠的庶長子誕生于江户市谷。吉保生母佐瀨氏曾為安忠正室・青木氏之侍女，在生下他後便歸鄉而去，故吉保自幼由嫡母撫育，直至成年方知生母另有其人。
寬文四年（1664年），七岁的吉保初次謁見年十九的主君綱吉。
寬文十三年（1672年），吉保元服，取名“佳忠”，后更名为“信元”。
延寶三年（1675年），安忠致仕，吉保繼承家督並更名為“保明”，始以小姓之身出仕綱吉。同年与曾雌定子订婚。
延寶五年（1677年），嫡母青木氏病重，吉保朝夕侍汤奉药，又招来昔年乳母照看。六月，青木氏病逝，葬于月桂寺。
同年，吉保向妙心寺派高僧·兰道祖梵学习禅道。

### 出仕幕府

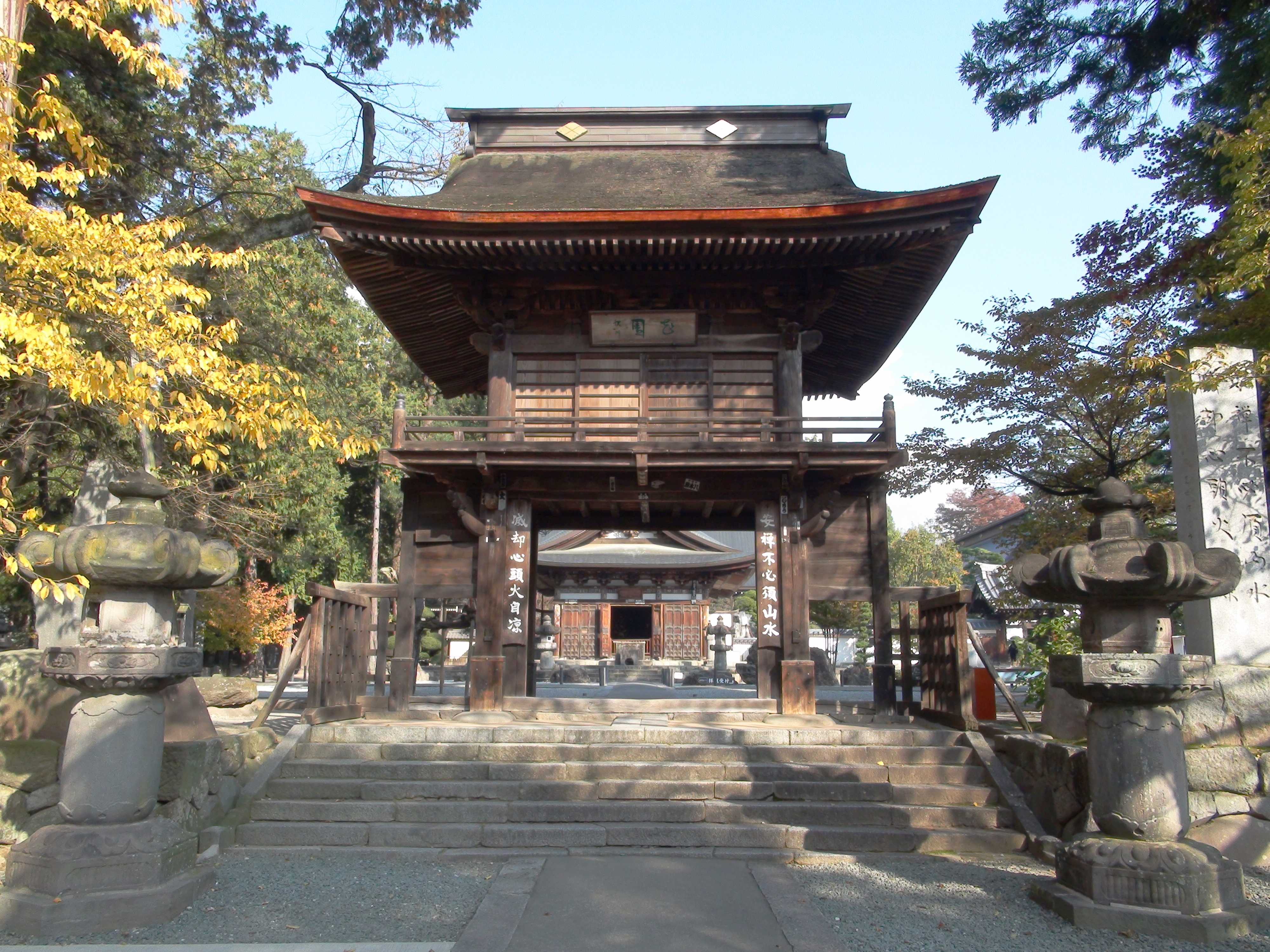
惠林寺

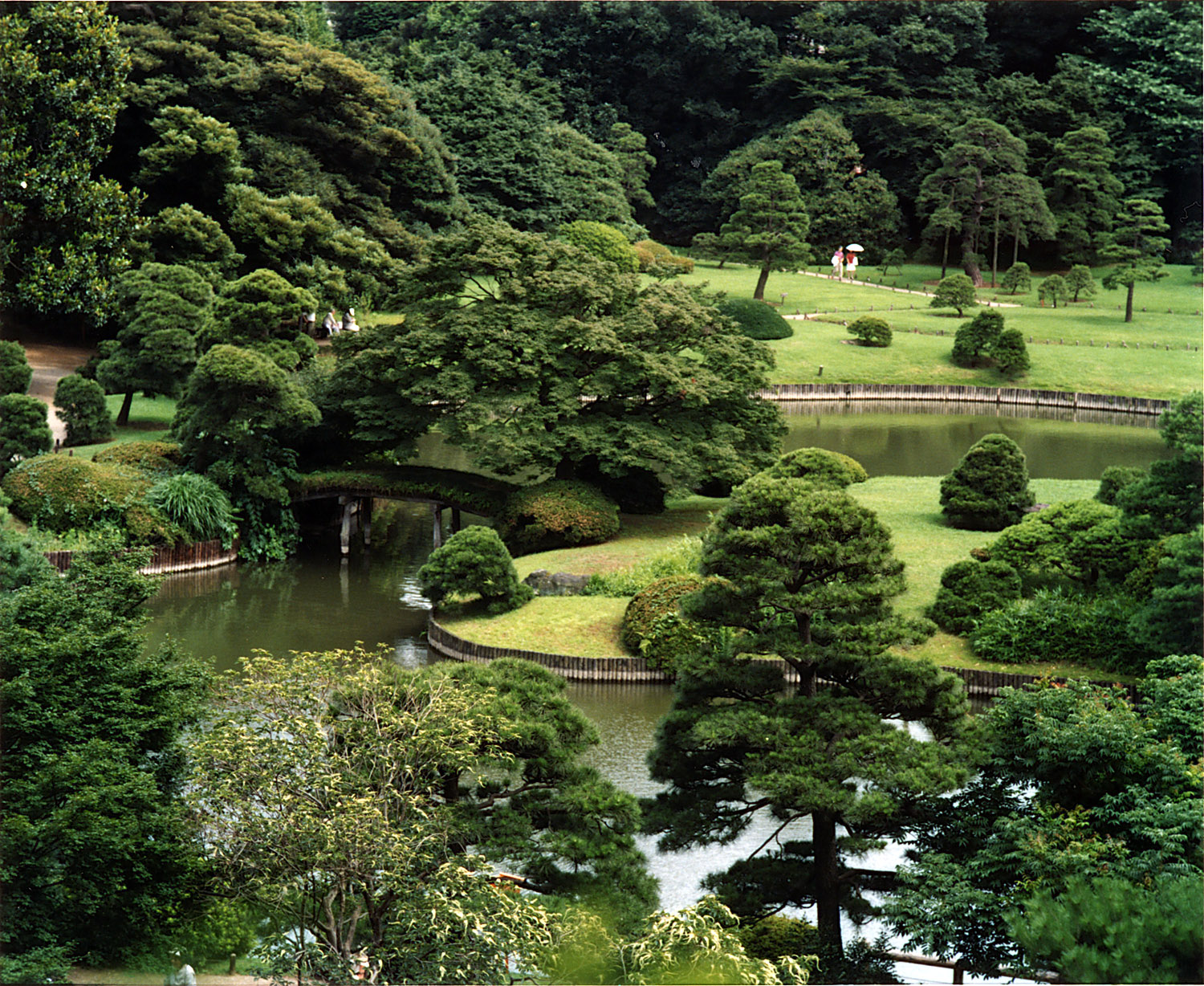
初夏的六義園

延寶八年（1680年），主君纲吉继任幕府第五代将军，吉保随之进入江户城，任“小纳户”一职，石高530石，负责主君的洗漱等日常起居的打点。
天和元年（1681年）四月，准着布衣，家祿增至830石。六月，吉保成为纲吉的弟子，由纲吉亲授学问与新阴流武术。十二月，吉保將生母迎回江戶奉養。
天和二年（1682年）元月，吉保主持新年仪式“读书始”，奉纲吉之命讲读《大学》中小序至三纲领的部分。同月纲吉下赐书法「主忠信」。
天和三年(1683年)，家祿增至1030石。六月，姊夫柳泽信花在江户城與人发生爭執被殺，俸禄尽数由幕府没收。吉保理当受牵连，然主君纲吉并未责备。
贞享元年（1684年）十一月，纲吉亲手赐下黄金5枚、时服3件，精励吉保素日之勤勉。十二月，吉保奉命督造江户城中奥的御座之间，再度受嘉奖。
貞享二年（1685年）十二月，昇敘從五位下出羽守，但职位仍是小纳户。
貞享三年（1686年），家祿增至2030石。
貞享四年（1687年）正月初二，吉保负责新年仪式“新年扫始”的工作，此后二十三年每年皆由其亲自主持。三月，破格准乘舆。九月三日，长子柳泽吉里誕生。十七日，父安忠去世，吉保「泣涕潸然而覆面」。
元祿元年（1688年）六月，纲吉下赐书法「过则勿惮改」。十一月，吉保拜领名刀“青江吉次”，任側用人一職，石高12300石，從此躋身大名之列。
元禄二年（1689年）正月，吉保派遣使者前往知足院祈祷纲吉无病无灾，并奉上白银十枚。此后每逢正月五月九月，吉保必遣使者参拜祈祷纲吉的安泰。
元祿三年（1690年），石高增至32000石。十二月，昇敘從四位下，平日仪仗破格准举两枪。
元祿四年（1691年）三月，將軍初访柳泽邸，幕府老中以下重臣相随。这一天「天象穹苍」。
元祿五年（1692年）八月，纲吉下赐「教戒之书」。十一月，石高增至62000石。
元祿七年（1694年），石高增至72000石，领川越城，吉保亲自向祖先牌位报告此事。接手川越城时，吉保禁止部下收受百姓赠礼，严命众人戒奢从简。十一月，吉保出席评定座，自此进入幕府决事层。
元祿八年（1695年），拜領加賀藩主前田綱紀舊宅，即后来的六義園。
元禄九年（1696年）二月，有一浪人自称是柳泽家臣，又自诩弓箭大师出入大名府邸招摇撞骗，被逮捕后于川越狱中自尽。七月，吉保命细井知慎考证各地寺院神社的记录。
元祿十年（1697年），吉保四十岁，初老，纲吉赐下鸽首杖与狩野洞泉的大屏风等物。七月，石高增至92000石。九月，纲吉生母桂昌院造访柳泽邸。
元祿十一年（1698年）七月，因督造东叡山根本中堂有功，任近卫少将，享大老格待遇，成为纲吉政权下的首席重臣。公卿近卫基熙评价「此者关东之宠爱无比肩人」。同七月，吉保首次病倒，一周未出仕。
元祿十三年（1700年）五月至八月，吉保因病休养，纲吉遣医师数次看望。
元祿十四年（1701年）三月，纲吉造访纪州藩邸，吉保与子吉里陪同。七月，川越遭狂风连水灾，吉保自幕府借用金二万两。十一月，綱吉下賜“松平”一姓與偏諱“吉”字，并升任美濃守，自此称作“松平美濃守吉保”。下赐时纲吉说道：「你父亲安忠自幼侍奉大猷院（家光）大人，数十年奉公不怠。吉保你年轻时即侍奉我身侧，成为我的师弟后万事令我称心满意。你尽忠职守，是为奉公人之典范，今日我赐你“松平”一姓以及我讳中一字“吉”，往后视你为同族亲眷。」 
元禄十五年（1702年）三月，纲吉生母桂昌院叙从一位，吉保因联络朝廷有功，石高增至11万石。十八日，吉保正妻曾雌定子登城拜谒，由大奥高级女官右卫门佐局、大典侍局迎接。
寶永元年（1704年）十二月，無子的綱吉決定以侄子甲府藩主綱豐（德川家宣）為後繼，吉保接收其領國，成為15萬石大名。封赐甲府时纲吉说道：「甲府是中纳言（纲丰）的领地，我思来想去觉得再没别人能下赐，而甲府又系你祖先的领地，你素日尽忠职守，我心甚慰，思量再三决定赐予你甲府。」
寶永三年（1706年）十一月，家宣造访柳泽邸。
宝永四年（1707年），纲吉破格准吉保吉里父子配长刀。
宝永五年（1708年）十二月，纲吉第五十八次造访柳泽邸，也是最后一次。
宝永六年（1709年）正月初十，纲吉去世，享年六十四。当日吉保于城中仍镇定自若，离城归家后垂泪哭泣，饭食难进。纲吉自纳棺至出殡，吉保几乎寸步不离棺侧，默然侍奉多日。

## 登場作品
小說
- 被捏造惡行的大名 柳澤吉保（Graph社（日语：グラフ社）、江宮隆之（日语：江宮隆之）著）
- 惡道（講談社、森村誠一著）
- 吉良忠臣藏（集英社、森村誠一著）
- 最惡的將軍（集英社、朝井Makate（日语：朝井まかて）著）
- 柳澤吉保―赤穗浪士討入的黑幕（日本Shell出版社、八切止夫（日语：八切止夫）著）
- 元祿五芒星（講談社、野口武彦（日语：野口武彦）著）
- 赤風（文藝春秋、梶洋子（日语：梶よう子）著）
- 德川幕閣盛衰記 失脚：柳澤吉保與新井白石的對立（祥傳社、笹澤左保著）
- 秘劍「獅子王」亂舞（Kindle、山本肇著）
- 無明劍、走！（祥傳社、西村京太郎著）
- 元祿百足盜（光文社、朝松健（日语：朝松健）著）

影視劇
- 忠臣藏（1939年、東寶、演：瀧澤修（日语：滝沢修））
- 忠臣藏：花之卷・雪之卷（日语：忠臣蔵 花の巻・雪の巻#1954年松竹製作）（1954年、松竹、演：柳永二郎）
- 赤穗浪士：天之卷・地之卷（日语：赤穂浪士 (小説)#1956年の映画）（1956年、東映、演：宇佐美諄）
- 忠臣藏（日语：忠臣蔵 (1958年の映画)）（1958年、大映、演：清水将夫）
- 忠臣藏：櫻花之卷・菊花之卷（日语：忠臣蔵 櫻花の巻・菊花の巻）（1959年、東映、演：三島雅夫）
- 忠臣藏：花之卷・雪之卷（日语：忠臣蔵 花の巻・雪の巻#1962年東宝製作）（1962年、東寶、演：山茶花究）
- 赤穗浪士（1964年、NHK大河劇、演：坂東三津五郎（日语：坂東三津五郎 (8代目)））
- 大奧（1968年、KTV、演：若山富三郎）
- 元祿太平記（日语：元禄太平記）（1975年、NHK大河劇、演：石坂浩二）
- 赤穗城斷絕（日语：赤穂城断絶）（1978年、東映、演：丹波哲郎）
- 赤穗浪士（日语：赤穂浪士 (1979年のテレビドラマ)）（1979年、ANB、演：成田三樹夫）
- 峠的群像（日语：峠の群像）（1982年、NHK大河劇、演：岡本富士太）
- 大奧（1983年、KTV、演：青井輝彥（日语：あおい輝彦））
- 忠臣藏（日语：忠臣蔵 (1985年のテレビドラマ)）（1985年、NTV、演：草薙幸二郎）
- 德川風雲錄 御三家的野望（日语：徳川風雲録 御三家の野望）（1986年、TX、演：神山繁）
- 大忠臣藏（日语：大忠臣蔵 (1989年のテレビドラマ)）（1989年、TX、演：仲谷昇）
- 大石内藏助 冬之決戰（日语：大石内蔵助 冬の決戦）（1991年、NHK、演：林与一）
- 忠臣藏：風之卷・雲之卷（日语：忠臣蔵 風の巻・雲の巻）（1991年、CX、演：江原真二郎）
- 天下副將軍 水戶光圀 德川御三家之激鬥（日语：天下の副将軍 水戸光圀 徳川御三家の激闘）（1992年、TX、演：中尾彬）
- 八代將軍吉宗（1995年、NHK大河劇、演：榎木孝明）
- 忠臣藏（日语：忠臣蔵 (1996年のテレビドラマ)）（1996年、CX、演：津嘉山正種）
- 炎之奉行 大岡越前守（日语：炎の奉行 大岡越前守）（1997年、TX、演：津川雅彥）
- 赤穗浪士（日语：赤穂浪士 (1999年のテレビドラマ)）（1999年、TX、演：萩原流行）
- 元祿繚亂（1999年、NHK大河劇、演：村上弘明）
- 忠臣藏 1/47（日语：忠臣蔵1/47）（2001年、CX、演：大杉漣）
- 水戶黃門（日语：水戸黄門 (第29-30部)）（2001年、TBS、演：橋爪淳）
- 最後的忠臣藏（日语：最後の忠臣蔵#テレビドラマ）（2004年、NHK、演：田村亮）
- 忠臣藏（日语：忠臣蔵 (2004年のテレビドラマ)）（2004年、EX、演：中原丈雄）
- 德川綱吉：被喚為狗的男人（日语：徳川綱吉 イヌと呼ばれた男）（2004年、CX、演：田邊誠一）
- 大奧：華之亂（2005年、CX、演：北村一輝）
- 忠臣藏：瑤泉院的陰謀（日语：忠臣蔵 瑤泉院の陰謀）（2007年、TX、演：高橋英樹）
- 忠臣藏：無聲劍（日语：忠臣蔵 音無しの剣）（2008年、EX、演：西村雅彥）
- 德川風雲錄：八代將軍吉宗（日语：徳川風雲録 八代将軍吉宗）（2008年、TX、演：嶋田久作）
- 水戶黃門（日语：水戸黄門 (第39-43部)）（2008年、TBS、演：石橋蓮司）
- 忠臣藏：大石內藏助（日语：忠臣蔵 その男、大石内蔵助）（2010年、EX、演：伊武雅刀）
- 忠臣藏：義與愛（日语：忠臣蔵 その義 その愛）（2012年、TX、演：齋藤步（日语：斎藤歩））
- 大奧：永遠（2012年、松竹、演：尾野真千子）
- 八百屋於七異聞（日语：あさきゆめみし 〜八百屋お七異聞）（2013年、NHK、演：水沢駿）
- 水戶黃門 SP（日语：水戸黄門 (第39-43部)#水戸黄門 スペシャル(2015年)）（2015年、TBS、演：田中健（日语：田中健 (俳優)））
- 女忍忍法帖 螢火（日语：妖の忍法帖#テレビドラマ）（2018年、BS、演：松田悟志）
- 紀州藩主 徳川吉宗（2019年、BS朝日、演：吹越滿）
- 信虎 信玄陣殁！國主的歸還（日语：信虎 信玄陣没!国主の帰還）（2021年、Miyaobi Pictures、演：柏原收史（日语：柏原収史））